# Mihail Kogălniceanu, Galați
Mihail Kogălniceanu este un sat în comuna Smârdan din județul Galați, Moldova, România.
Satul a fost înființat în 1907 pe moșia comunei Cișmele. Denumirea se justifică prin interesul pe care omul politic Mihail Kogălniceanu l-a manifestat pentru orașul Galați și zona înconjurătoare, deosebit de importante fiind intervențiile făcute în cadrul Corpurilor Legiuitoare, după 15 iunie 1847, și anume modificarea tarifului vamal, prin desființarea regimului de porto-franco. 

 Acest articol despre o localitate din județul Galați este deocamdată un ciot. Puteți ajuta Wikipedia prin completarea lui.